# Sten Ankarcrona
Sten Johan Theodor Claes Ankarcrona, född 17 januari 1861 i Hakarps församling, död 27 december 1936 i Stockholm, var en svensk sjöofficer (konteramiral).

## Biografi
Ankarcrona blev kadett 1873 och underlöjtnant vid flottan 1879. Han tjänstgjorde i franska flottan 1885–1889. Ankarcrona blev kapten 1889, kommendörkapten av andra graden  1900, kommendör 1907 och dokumenterade sig sedermera under en 15-årig tjänstgöring i Marinstaben. År 1911 utnämndes Ankarcrona till chef för Marinstaben men tog avsked från flottan hösten 1913, när nämnda befattning av andra skäl än militära erhöll en ny innehavare. Han inträdde 1914 som kommendör i flottans reserv och beordrades till personlig tjänst hos kungen, erhöll 1915 i uppdrag att i Köpenhamn överlägga om gemensam konvojering av de nordiska ländernas handelsfartyg under första världskriget. År 1916 utnämndes han till konteramiral i flottans reserv och sändes 1923 i speciell mission till Japan. Ankarcrona deltog som sakkunnig i sjömilitära och ekonomiska frågor i ett flertal kommittéer och utredningar.
Han blev ledamot av Kungliga Krigsvetenskapsakademiens andra klass 1900, ledamot av dess första klass 1914, ledamot av Kungliga Örlogsmannasällskapet 1896 och hedersledamot där 1913, ordförande i Asea, Svenska Turbinfabriks AB Ljungström, styrelseledamot i Husqvarna vapenfabrik AB, varit ordförande eller ledamot i 1916 års kommitté, suppleant i riksvärderingsnämnden.
Sten Ankarcrona var son till kommendör Johan Ankarcrona och Ebba Bergenstråhle. Han gifte sig 1898 med Helene Bohnstedt (född 1878), dotter till ryttmästare Knut Bohnstedt och Selma Cassel. Han var far till advokaten Sten Ankarcrona (född 1904).

## Utmärkelser
Ankarcronas utmärkelser:
- Riddare av Vasaorden (RVO) 1895
- Riddare av Svärdsorden (RSO) 1899
- Riddare av Nordstjärneorden (RNO) 1901
- Kommendör av 2. klass av Svärdsorden (KSO2kl) 1910
- Kommendör av 1. klass av Svärdsorden (KSO1kl) 1915